# Charles Casimir Poniatowski
Prince Charles Casimir Poniatowski est né le 30 octobre 1897 à San Francisco et mort le 3 août 1980 au Rouret. Il est le second fils d'André Poniatowski et d'Elisabeth Hélène Sperry.

## Biographie
Charles Casimir Poniatowski est le fils d'André, prince Poniatowski et de la princesse Poniatowska, née Elizabeth Helen Sperry, une héritière américaine.
Stanislas a étudié au Lycée de Liancourt chez le duc de Doudeauville.
Marié le 8 novembre 1920 à Paris avec Marie-Josèphe-Anne-Gabrielle de Caraman-Chimay, dont quatre enfants :
- Michel Poniatowski, né le 16 mai 1922 à Paris et mort le 15 janvier 2002, ministre d'État, ministre de l'Intérieur
- Élisabeth Poniatowski née le 16 juillet 1923, morte le 4 février 2019, mariée en 1946 avec Théodore Kiendl dont 4 enfants
- Marie-Anne Poniatowski née le 31 mai 1931 mariée en 1969 à Jan Krugier, 2 enfants
- Marie-Thérèse Poniatowski née le 8 septembre 1941 mariée en 1962 avec Ghislain de Maigret dont 4 enfants

Il est l'arrière-petit-fils du prince Joseph Poniatowski.